# Heinrich Christoph von Katte
Heinrich Christoph von Katte (* 12. März 1699 in Wust; † 23. Oktober 1760 in Berlin) war ein preußischer Kriegsminister.

## Leben

### Herkunft und Familie
Heinrich Christoph war Angehöriger der Linie Wust des preußischen Adelsgeschlechts Katte. Seine Eltern waren der Erbherr von Kamern und Scharlibbe, magdeburgische Kammerpräsident, Geheimrat, schließlich Amtshauptmann von Calbe und Gottesgnade, zudem Ritter des preußischen Gnadenkreuzes Heinrich Christoph von Katte (1675–1743) und Ursula Dorothea, geborene von Möllendorff (1678–1747). Die preußischen Generale Johann Friedrich von Katte (1698–1764), Bernhard Christian von Katte (1700–1778), Karl Aemilius von Katte (1706–1757) sowie der Major und Regimentschef August von Katte (1711–1779) waren seine Brüder. Der preußische Generalfeldmarschall Hans Heinrich von Katte (1681–1741) war sein Onkel. Heinrich Christoph selbst blieb unvermählt und starb, ohne Kinder zu hinterlassen.

### Werdegang
Katte schrieb sich 1716 an der Alma Mater Viadrina ein. 
Seit 1722 war er Kriegs- und Domänenrat in Magdeburg, wo er von 1731 bis 1734 im Haus Kreuzgangstraße 11 lebte, und wechselte um den Jahresübergang 1741/1742 als Kammerdirektor nach Küstrin, wo er 1743 Kammerpräsident wurde. Während des Zweiten Schlesischen Krieges war er ab Mitte des Jahres 1744 Mitglied bzw. Chef des Feld-Kriegskommissariats in Böhmen. Sein Nachfolger in Küstrin wurde Valentin von Massow (1712–1775). Er selbst avancierte 1746 zum Minister im Generaldirektorium und Chef des neu errichteten VI. Departments mit Zuständigkeit für Marsch-, Einquartierungs- und Proviantsachen. Als Nachfolger des verstorbenen Samuel von Marschall  (1683–1749) wurde er 1749 Kurator des Großes Militärwaisenhauses in Potsdam und erhielt auch die Aufsicht über das Berliner Lagerhaus. Kattes Nachfolger als Departementchef, Kriegsminister und Generalkriegskommissar wurde Generalleutnant Carl Heinrich von Wedel (1712–1782). 
Katte war Erbherr auf den Landgütern Wust, Jerchel, Mahlitz und Scharlibbe.